# San Nicolò di Comelico
San Nicolò di Comelico este o comună din provincia Belluno, regiunea Veneto, Italia, cu o populație de 389 locuitori (1 ianuarie 2023) și o suprafață de 24,16 km².

## Demografie
San Nicolò di Comelico - evoluția demografică

|  | Graficele sunt indisponibile din cauza unor probleme tehnice. Mai multe informații se găsesc la Phabricator și la wiki-ul MediaWiki. |

Date: Recensăminte sau birourile de statistică - grafică realizată de Wikipedia